# 8e flotte (Marine impériale japonaise)
Pour les articles homonymes, voir 8e flotte.

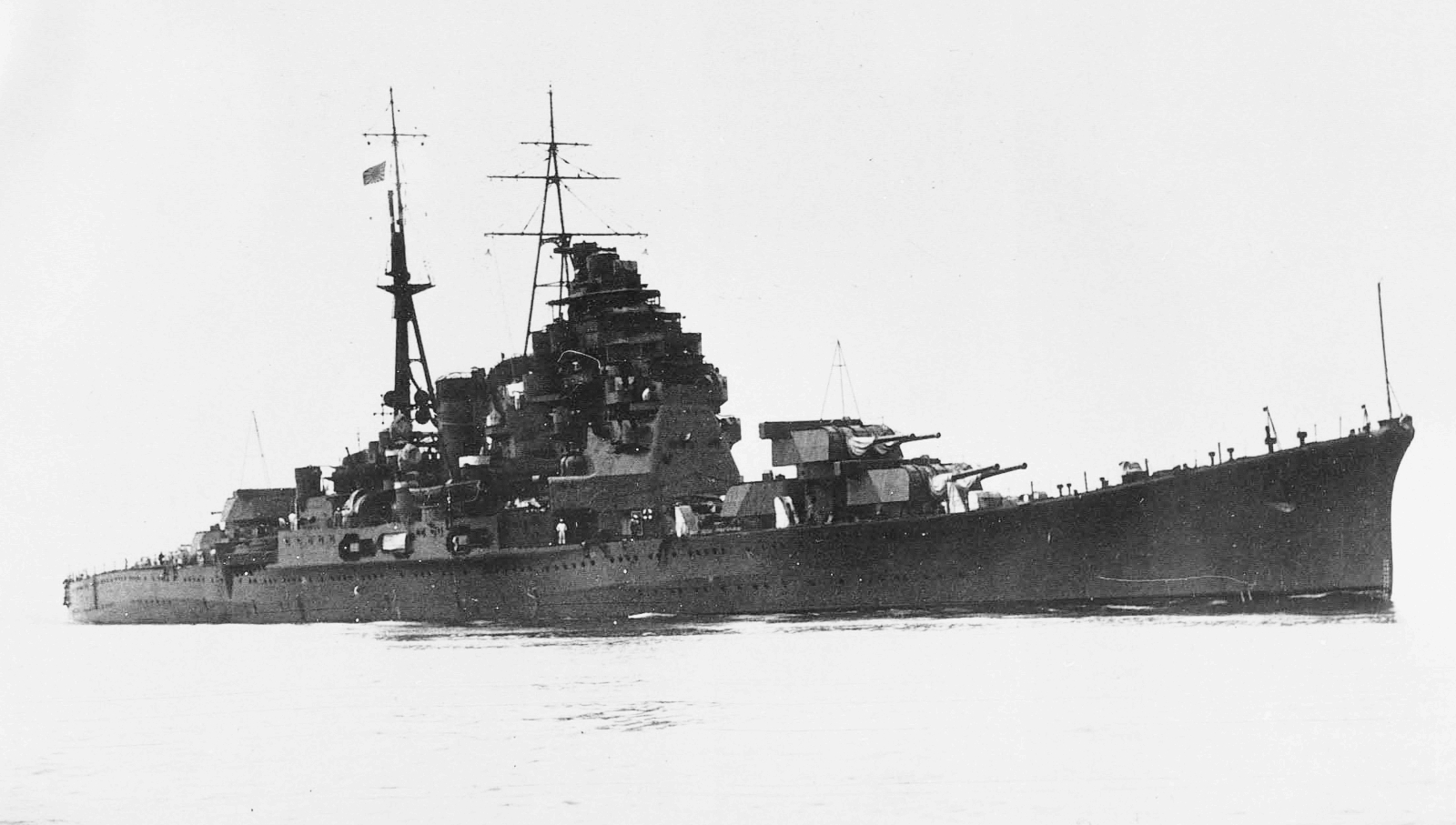
Le croiseur japonais, navire amiral de la 8e flotte japonaise en 1942.

La 8e flotte de la Marine impériale japonaise (en japonais : 第八艦隊, Dai-hachi Kantai) était une unité de la Marine impériale japonaise durant la Seconde Guerre mondiale créée le 14 juillet 1942.

## Historique
Cette formation est basée à l’origine à Rabaul en Nouvelle-Bretagne et à Kavieng en Nouvelle-Irlande. Son ordre de bataille d’origine comportait cinq croiseurs lourds (le Chōkai de la classe Takao comme navire amiral et l'Aoba, le Kinugasa de la classe Aoba, le Kako de la classe Furutaka, et le Furutaka composant la 6e division de croiseurs), deux croiseurs légers (Tenryū et Yubari) et quatre destroyers.
Elle participe à la bataille de l'île de Savo puis à la bataille navale de Guadalcanal et à l'opération Ke, l'évacuation des troupes japonaises de Guadalcanal entre le 14 janvier et 7 février 1943.

## Commandants
Commandants en chef,
|   | Grade       | Nom                | Date                              |
| - | ----------- | ------------------ | --------------------------------- |
| 1 | Vice-amiral | Gunichi Mikawa     | 14 juillet 1942 – 1er avril 1943  |
| 2 | Vice-amiral | Tomoshige Samejima | 1er avril 1943 – 3 septembre 1945 |

Chefs d'État-major
|   | Grade         | Nom              | Date                              |
| - | ------------- | ---------------- | --------------------------------- |
| 1 | Vice-amiral   | Shinzo Onishi    | 14 juillet 1942 – 1er avril 1943  |
| 2 | Contre-amiral | Teijiro Yamazumi | 1er avril 1943 – 3 septembre 1945 |